# Национални парк Мамутска пећина
Национални парк Мамутска пећина (енгл. Mammoth Cave National Park) је национални парк у САД у централном Кентакију, који обухвата делове Мамутске пећине, најдуже познатог пећинског система на свету. Област је проглашена за национални парк 1. јула 1941. Постао је део Светске баштине 27. октобра 1981. и међународни резерват биосфере 26. септембра 1990.
Парк обухвата површину од 21.380 ha, углавном у округу Едмонсон, а мањи делови се простиру на исток у округе Харт и Барен. Средином парка протиче Зелена река, а у оквиру националног парка у њу се улива и река Новил. Са 640 km истражених ходника, Мамутска пећина је убедљиво највећи познати систем пећина, више од два пута већа од друго најдужег система пећина, мексичког подводног система пећина Сан Актун.